# Gamergomorphus angustipennis
Gamergomorphus angustipennis är en insektsart som beskrevs av Melichar 1906. Gamergomorphus angustipennis ingår i släktet Gamergomorphus och familjen sköldstritar. Inga underarter finns listade i Catalogue of Life.